# سيزار غونزاليس (متزلج جماعي)
سيزار غونزاليس (بالهولندية: Cesar Gonzalez)‏ هو متزلج جماعي هولندي، ولد في 2 أكتوبر 1982.

## وصلات خارجية
- سيزار غونزاليس على موقع IBSF (الإنجليزية)